# Batrachyla fitzroya
Batrachyla fitzroya és una espècie de granota que viu a l'Argentina.